# Gmina związkowa Waldmohr
Gmina związkowa Waldmohr (niem. Verbandsgemeinde Waldmohr) – dawna gmina związkowa w Niemczech, w kraju związkowym Nadrenia-Palatynat, w powiecie Kusel. Siedziba gminy związkowej znajdowała się w miejscowości Waldmohr. 1 stycznia 2017 gmina związkowa została połączona z gminami związkowymi Glan-Münchweilerg oraz Schönenberg-Kübelberg tworząc nową gminę związkową Oberes Glantal. 

## Podział administracyjny
Gmina związkowa zrzeszała trzy gminy wiejskie:
1. Breitenbach
2. Dunzweiler
3. Waldmohr